# Lacerta defilippii
Lacerta defilippii este o specie de șopârle din genul Lacerta, familia Lacertidae, ordinul Squamata, descrisă de Camerano 1877. A fost clasificată de IUCN ca specie cu risc scăzut. Conform Catalogue of Life specia Lacerta defilippii nu are subspecii cunoscute.